# Centaurea dichroantha
Centaurea dichroantha là một loài thực vật có hoa trong họ Cúc. Loài này được A.Kern. mô tả khoa học đầu tiên năm 1874.